# شیلپا شتی
شیلپا شتی (زادهٔ ۸ ژوئن ۱۹۷۵) بازیگر، نویسنده و مدل اهل هند است. در سال ۱۹۹۳ برای اولین بار برای بازی در فیلم بازیگر در کنار شاهرخ خان وکاجول جلوی دوربین رفت اما اولین فیلمی که وی را به شهرت رساند فیلم من بازیگر تو بی تجربه در سال ۱۹۹۴ بود. خواهر کوچکترش به نام شامیتا شتی هم بازیگر است. او با ۱۷۸ سانت قد از بازیگران قد بلند سینمای هند است.
شیلپا در یک خانوادهٔ سنتی در منگلور به دنیا آمد. وی بزرگ‌ترین دختر خانواده است. در شهر بمبئی به دبیرستان رفت. در دوران دانشگاه کاپیتان تیم والیبال بود. شیلپا دارای کمربند سیاه در ورزش کاراته نیز می‌باشد. وی در سال ۲۰۰۹ با راج کوندرا که یک کارآفرین است ازدواج نمود. آن‌ها دارای یک فرزند به نام «ویان» هستند.

## فیلم‌شناسی
| سال  | نام فیلم                    | نقش              | بازیگر نقش مقابل                | جوایز و افتخارات                                                                                      |
| ---- | --------------------------- | ---------------- | ------------------------------- | --- |
| ۱۹۹۳ | بازیگر                      | سیما چوپرا       | شاهرخ خان                       | نامزد جایزه فیلم فیر برای بهترین چهره تازه وارد - نامزد جایزه فیلم فیر برای بهترین بازیگر نقش مکمل زن |
| ۱۹۹۴ | آتش                         | بیژلی/برخا شارما | گوویندا                         | |
| ۱۹۹۴ | من بازیکن، تو بی‌تجربه       | مونا/بسنتی       | آکشی کومار سیف علی خان          | |
| ۱۹۹۴ | بیایید عاشق شویم            | چایا             | سیف علی خان                     | |
| ۱۹۹۵ | قمارباز                     | ریتو/رادا        | گوویندا                         | |
| ۱۹۹۵ | دستبند                      | نها              | گوویندا                         | |
| ۱۹۹۶ | دولت کوچک                   | سیما             | گوویندا                         | |
| ۱۹۹۶ | شهامت                       | نیشا             | سانی دئول                       | |
| ۱۹۹۶ | آقای رومئو                  | شیلپا            | پرابو دوا                       | |
| ۱۹۹۶ | قهرمان ماجراجو و پری دریایی | بانگارو          | داگوباتی ونگاتش                 | نامزد جایزه فیلم فیر جنوب برای بهترین بازیگر زن                                                       |
| ۱۹۹۷ | انصاف                       | دیویا            | آکشی کومار                      | |
| ۱۹۹۷ | خداحافظ بابو                | شیلپا            | موهان بابو                      | |
| ۱۹۹۷ | آزار                        | پراتنا تاکور     | سلمان خان سانجای کاپور          | |
| ۱۹۹۷ | وجدان                       | روما             | سانجای کاپور                    | |
| ۱۹۹۷ | پریتوی                      | نها/راشمی        | سونیل شتی                       | |
| ۱۹۹۸ | مردی غریب                   | چینی مالوترا     | گوویندا                         | |
| ۱۹۹۸ | عصبانیت                     | کومل             | سونیل شتی                       | |
| ۱۹۹۹ | جانور                       | مامتا            | آکشی کومار موهنیش باهل          | |
| ۱۹۹۹ | قولنج                       | کامو             |                                 | |
| ۱۹۹۹ | لال پادشاه                  | پرواتی           | آمیتاب باچان                    | |
| ۲۰۰۰ | آزاد                        | کاناکا           | آکرینی ناگرجونا                 | |
| ۲۰۰۰ | نبرد                        | تارا             | سانجی دات                       | |
| ۲۰۰۰ | تپش قلب                     | آنجلی            | آکشی کومار سونیل شتی            | |
| ۲۰۰۰ | ایده                        | پریتی شارما      | نانا پاتیکارآدیتای پانچولی      | |
| ۲۰۰۱ | هندی                        | آنجلی            | سانی دئول                       | |
| ۲۰۰۱ | آفرین رئیس                  | سویتا            | نانداموری بالاکریشنا            | |
| ۲۰۰۲ | رابطه                       | ویجایانتی        | آنیل کاپور                      | نامزد جایزه فیلم فیر برای بهترین بازیگر نقش مکمل زن                                                   |
| ۲۰۰۲ | دزد ناشی                    | کاجال            | بابی دئول                       | |
| ۲۰۰۲ | تبریک                       | رادا/بنتو        | آنیل کاپور                      | |
| ۲۰۰۲ | سلاح                        | گوری             | سانجی دات                       | |
| ۲۰۰۲ | مطرود                       | ساپنا            | سانی دئول سونیل شتی             | |
| ۲۰۰۳ | ترسیدن ممنوع است            | گایاتری          | سیف علی خان                     | |
| ۲۰۰۴ | افتخار                      | جنت              | سلمان خان ارباز خان             | |
| ۲۰۰۴ | دوباره همدیگر را خواهیم دید | تمنا             | سلمان خان آبیشک باچان           | نامزد جایزه فیلم فیر برای بهترین بازیگر زن                                                            |
| ۲۰۰۵ | ده                          | آدیتی            | سانجی دات سونیل شتی آبیشک باچان | |
| ۲۰۰۵ | سکوت ... شب ترس             | سونیا            |                                 | |
| ۲۰۰۵ | فریب                        | نها مالهوترا     |                                 | |
| ۲۰۰۵ | اتو شانکار                  | مایا             | اوپندرا راو                     | نامزد جایزه فیلم فیر جنوب برای بهترین بازیگر زن                                                       |
| ۲۰۰۶ | ازدواج کردم گیر افتادم      | آپانا کاپور      | سلمان خان                       | |
| ۲۰۰۷ | ام شانتی ام                 | حضور افتخاری     |                                 | |
| ۲۰۰۷ | بستگان                      | سیمران سینگ      | سانی دئول بابی دئول             | |
| ۲۰۰۷ | زندگی در مترو               | شیخا             | کی کی منون                      | |
| ۲۰۰۸ | دوستانه                     | حضور افتخاری     |                                 | |
| ۲۰۱۴ | صدای گلوله                  | حضور افتخاری     |                                 | |
| ۲۰۲۱ | هنگامه ۲                    | آنجلی            |                                 | |
| ۲۰۲۲ | بی‌مصرف                      | آونی             |                                 | |
| ۲۰۲۳ | سوکی                        | سوکی             |                                 | |